# The Machine (Band)
The Machine ist ein Zusammenschluss von Hip-Hop- und Rock-Musikern sowie DJs.

## Geschichte
Afrika Islam gründete mit Axel Hilgenstöhler 2003 den Zusammenschluss The Machine.

## Weitere Musiker
Machine Vokalist Melle Mel gehört zu den langjährigen Weggefährten Afrika Islams und war an Grandmaster Flashs 1982 erschienenen The Message beteiligt. Ernie C, Gitarrist von Body Count, stieß als weiterer Gitarrist zur Formation. Weitere Mitglieder von The Machine sind Steffen Wilmking (Schlagzeug) von den H-Blockx, Donald D (Rhyme Syndicate) als Vokalist und Jan-Hendrik Meyer (Bass / Hudson) sowie DJ Crazy Cuts. 
Für die Aufnahmen des ersten Albums konnten Afrika Bambaataa, Flea von den Red Hot Chili Peppers, der Mastermind von Public Enemy Chuck D, Kool Keith, D-Rock von Body Count, Doug Wimbish, Vernon Reed von Living Colour und Ice-T gewonnen werden.